# Capelas (higo)
Capelas es un cultivar de higuera tipo Higo Común Ficus carica bífera (con dos cosechas por temporada, brevas-Lampos primavera-verano, y los higos-vindimos los higos de verano-otoño si el clima es favorable), de piel con color de fondo verde claro amarillento y con sobre color de bandas marrón claro rojizas. Se cultivan principalmente en Capelas que es una freguesia portuguesa perteneciente al municipio de Ponta Delgada, situado en la Isla de São Miguel, Región Autónoma de Azores para higo fresco y seco. También en jardines particulares en América del Norte en zona climática USDA Hardiness Zones 10b, de la costa Este de Estados Unidos y Canadá con veranos cortos y húmedos, sobre todo por su desarrollo a inicios de verano y por cultivarse bien en macetas que se pueden poner a resguardo en los fríos inviernos.

## Sinonimias
- „sin sinónimo“,[6][7][8][9]

## Historia
Dentro de la Unión Europea, España es, junto a Grecia y Portugal, el mayor productor de higos.
El cultivo extensivo de las higueras era tradicional en Portugal, especialmente en las regiones del Algarve, Moura, Torres Novas y Mirandela, así como en los archipiélagos de Madeira y deAzores. Se cosechaban los llamados « "figos vindimos" », que tenían como destino el mercado de los higos secos, para el consumo humano o industrial, pero también para la alimentación de los animales,
Era un higueral de baja densidad, entre 100 y 150 higueras por hectárea, con árboles de gran porte, baja productividad y mucha mano de obra. Todo esto, unido a la fuerte competencia de los higos provenientes del norte de África y Turquía, provocó un progresivo abandono de este cultivo.
Hoy día se está recuperando, pero orientada la producción para su consumo en fresco, imponiéndose variedades más productivas adaptadas a las exigencias y gustos del mercado, aumentando las densidades de plantación e incluso aportando la posibilidad de riego. La producción de higos para el mercado de fruta fresca tiene dos épocas distintas de producción. Una en mayo, junio y julio, que es la época de los « "figos lampos" » (brevas); y otra en agosto y septiembre, hasta las primeras lluvias, que es la época de los « "figos vindimos" » (higos).
La variedad 'Capelas' debe su nombre a Capelas que es una freguesia portuguesa perteneciente al municipio de Ponta Delgada, situado en la Isla de São Miguel, Región Autónoma de Azores.

## Características
La higuera 'Capelas' es una variedad bífera (con tiempo favorable con dos cosechas por temporada), del tipo Higo Común. Los brevas son mediana-grande y los higos cuando los desarrolla son de un calibre pequeño con peso promedio de 19,3 gramos.
Los árboles 'Capelas' tienen porte esparcido semierecto, con una tendencia alta de formación de rebrotes, de vigor medio, con yema apical cónica de tamaño medio, de color verde. Sus hojas predominantes son pentalobuladas, con sus lóbulos palmeados, con bordes crenados, y la forma de la base cordiforme. Presenta una cosecha mediana de brevas-lampos que maduran a inicios de agosto, son de forma turbinada, fruto asimétrico, con pedúnculo corto grueso que presenta en su base de junta al cuello escamas grandes de color amarillo verdoso, y fácil abscisión del pedúnculo; piel lisa elástica brillante, con grietas longitudinales raras; con epidermis de color de fondo verde claro amarillento y con sobre color de bandas marrón claro rojizas; tamaño del ostiolo grande, abertura ostiolar presente, escamas ostiolares pequeñas de color rojo; color de la carne  receptáculo blanco; pulpa color ambarino rosáceo; cavidad interna pequeña o ausente con una cantidad de aquenios media, de tamaño medio; buenas cualidades organolépticas, de sabor dulce fundente a frutos rojos melosos; textura fina; calidad muy buena tanto para consumo en fresco como seco; Inicio de la maduración muy precoz; Tienen una manipulación razonable debido a su piel fina pero resistente.

## Cultivo
'Capelas' se trata de una variedad muy adaptada al cultivo en climas con veranos húmedos, con excelente producción de brevas de tamaño mediano-grande y características que la hacen potencialmente muy atractiva para comercializar para su consumo en fresco y higos más pequeños. Se cultivan principalmente en Capelas, en las Azores (Portugal) de donde son oriundos, y en zonas costeras de la costa este de Estados Unidos y Canadá en jardines particulares,